# 그레이 올
그레이 올(Grey Owl)은 영국, 캐나다에서 제작된 리차드 아텐보로 감독의 1999년 드라마, 서부 영화이다. 피어스 브로스넌 등이 주연으로 출연하였고 리차드 아텐보로 등이 제작에 참여하였다.

## 출연

### 주연
- 피어스 브로스넌
- 애니 갈리포우

### 조연
- 르네 애서슨
- 스테파니 콜

## 제작진
- 공동제작: 다이아나 호킨스
- 공동제작: 조셋 페로타
- 미술: 안소니 프랫
- 세트: 조앤 울러드
- 의상: 르니 에이프릴
- 영화사: A Jake Berts Presentation
- 영화사: In Association With Transfilm
- 영화사: Richard Attenborough's Fil
- 배역: 르니 헤이니스
- 배역: 베라 밀러
- 배역: 나디아 로나